# Magdalene
Magdalene is een West-Duitse dramafilm uit 1988, geschreven en geregisseerd door Monica Teuber.

## Verhaal
Het verhaal gaat over Joseph Mohr, een pas benoemde priester (later bekend van het kerstlied "Stille Nacht") die de mooie prostituee Magdalene ontmoet.

## Rolverdeling
| Acteur              | Personage            |
| ------------------- | -------------------- |
| Steve Bond          | priester Joseph Mohr |
| Nastassja Kinski    | Magdalena            |
| David Warner        | Baron von Seidl      |
| Günter Meisner      | Prior                |
| Cyrus Elias         | Franz Xaver Gruber   |
| Katharina Böhm      | Helga                |
| Ferdy Mayne         | aartsbisschop        |
| Franco Nero         | Janza                |
| Anthony Quayle      | pater Noessler       |
| William Carr Hickey | Rudolf               |
| Janet Agren         | Anna                 |

## Productie
De filmmuziek werd gecomponeerd door Cliff Eidelman, zijn eerste productie op het witte doek.

## Release
De film ging in première op 19 mei 1988 op het Filmfestival van Cannes.